# 송대현 (야구 선수)
송대현(2000년 2월 3일 ~ )은 KBO 리그 LG 트윈스의 내야수이다.

## LG 트윈스시절
2023년에 입단하였다. 2023년 5월 28일 KIA 타이거즈와의 경기에 출전하며 데뷔 첫 경기를 치렀고, 경기에서 1타수 무안타를 기록했다.

## 출신 학교
- 서울중대초등학교
- 자양중학교
- 장충고등학교(전학) → 신일고등학교
- 동국대학교